# Вебер, Марни
Марни Вебер (англ. Marnie Weber; род. 1959, Бриджпорт, США) — современная американская художница, музыкант.

## Образование
- 1981 B.A. University of California, Лос-Анджелес
- 1977-79 University of Southern California, Лос-Анджелес

## Творчество
- Марни Вебер появилась на калифорнийской художественной сцене в 1980-х в составе арт-рок группы «Party Boys» до того как начать сольную карьеру в качестве исполнителя в клубах и на арт-площадках в США и за границей. Также в 1980-х она начала создавать коллажи, используя женские образы из журналов, часто превращая их в гибриды людей и животных. Эта практика получила развитие в 1990-х — в видео, скульптуре и более замысловатых техниках создания коллажей.
- Коллега и друг Пола Маккарти и Майка Келли, Вебер часто ассоциируется с движением, которое набрало обороты после выставки «Helter Skelter: LA Art in the 1990s» в Музее современного искусства в Лос-Анджелесе, хотя она и не была участницей этого шоу.
- В 2004 Вебер создала арт-рок группу «Spirit Girls». Она вскоре начала включать выступления группы в свои выставки, сняла участников «Spirit Girls» в фильме «A Western Song» (2004). В фильме «Spirit Girls» играют роль членов спиритуалистического движения девятнадцатого столетия, приверженцы которого утверждали, что могут общаться с мертвыми. Вебер играет главную роль в этом галлюциногенном 24-минутном фильме, действие которого происходит в пришедшем в упадок западном городке, населенного цирковыми артистами и другими странными персонажами в масках животных.
- Работы Вебер наполнены фигурами в масках, странно одетыми персонажами, гибридами людей и животных, напоминая смесь карнавала и сюрреалистического спектакля. На творчество Вебер оказали влияние художники-сюрреалисты, а также постановочные фотографии Пьера и Жиля, Синди Шерман.

## Персональные выставки
| - 2009 Marc Jancou Contemporary, Нью-Йорк - 2009 Simon Lee Gallery, Лондон - 2008 Galerie Praz-DeLavallade, Париж - 2008 Bernier/Eliades Gallery, Athens Greece - 2007 A Western Song, Utställningar Hösten 07, Vita Kuben, Umea, Sweden - 2007 Sing Me A Western Song, Patrick Painter Gallery, Santa Monica (catalogue) - 2007 Variations on a Western Song, Fredericks Freiser Gallery, Нью-Йорк - 2007 From a Western Song, Emily Tsingou Gallery, Лондон - 2005 From the Dust Room, Luckman Gallery, California State University Лос Анджелес - 2005 Ghost Love, The Spirit Girls, Rosamund Felsen Gallery, Лос Анджелес - 2005 Spirit Girls, Songs that Never Die, Galerie Praz-Delavallade, Париж - 2004 Ten Year Survey of Collage, Emily Tsingou Gallery, Лондон - 2002 The Dollhouse, Fredericks & Freiser Gallery, Нью-Йорк | - 2002 Collages and Videos, Marella Arte Contemporanea, Милан - 2001 Forever More, Galerie Praz-Delavallade, Париж - 2001 Who’s the Most Forgotten of Them All? Fredericks & Freiser Gallery, Нью-Йорк - 2000 Sleepy Weepy Stories, Rosamund Felsen Gallery, Лос Анджелес - 1999 Storybook Endings, Galerie Praz-DeLavallade, Париж - 1998 The Tender Desert, Jessica Fredericks Gallery, Нью-Йорк - 1998 The Unlovables, Sheppard Gallery, University of Nevada, Reno, NV - 1998 The Unlovables, [Rosamund Felsen Gallery, Лос Анджелес - 1997 Lost In The Woods, Jessica Fredericks Gallery, Нью-Йорк - 1997 Destiny and Blow Up Friends, Milwaukee Art Museum, University of Wisconsin, Милуоки - 1995 Quest for Happy, Andreas Brandstrom Gallery, Стокгольм - 1992 Woman with Bass, Sue Spaid Fine Art, Лос Анджелес |

## Перформансы
| - 2008 Some Paintings: The LA Weekly Biennial, Track 16, Santa Monica, CA, curated by Doug Harvey - 2008 High Desert Test Sites, part of 2008 California Biennial, The Palms, Wonder Valley, CA curated by Andrea Zittel - 2007 The Spirit Girls' Holiday Spectacular, Dangerous Curve, Los Angeles, CA - 2007 An Evening of Film and Performance,Hammer Museum, Los Angeles, CA - 2005 Spirit Girls: The Rock Opera, Luckman Theater, California State University Los Angeles, CA - 2002 I’m Not A Bunny, San Jose Museum of Art,San Jose, CA - 2000 Poor Them, Norrtalje Konsthall, Norrtalje, Sweden - 1996 Cry for Happy, ACME, Santa Monica, CA - 1996 Delta, Prague Czech Republic - 1996 Spaceland, Silverlake, CA - 1996 Impala Cafe, Los Angeles, CA | - 1995 ACME, Santa Monica, CA - 1995 Bodies, San Diego, CA - 1995 Theoretical at the Faultline - 1995 Otis College of Art and Design, Los Angeles, CA - 1994 Santa Monica Museum of Art, Santa Monica, CA - 1994 Los Angeles Contemporary Exhibitions, Los Angeles, CA - 1994 Rosamund Felsen Gallery, Santa Monica, CA - 1994 Gallery Klenova, Klenova Castle, Zamec, Czech Republic - 1994 Repra Club, Obecnidum, Prague, Czech Republic - 1994 Alterna Komotovka, Prague, Czech Republic - 1994 O.K. Club, Osthaven, Czech Republic - 1992-89 Los Angeles Contemporary Exhibitions, Los Angeles, CA |

## Сольные музыкальные альбомы
- 2008 Marnie Weber: Lonely Sountracks, 1993—2008
- 2005 Songs Forgotten: Selections From Marnie Weber 1989—2004
- 1996 Cry for Happy. Ecstatic Peace! / The End is Here Records
- 1994 Woman with Bass. Penguin Ltd. Athens, Greece
- 1990 Songs Hurt Me. Penguin Ltd. Athens, Greece
- 1990 Viva Los Angeles, II